# سيدي يحيى أو ساعد
سيدي يحيى أوساعد  (بالإنجليزية: SIDI YAHYA OU SAAD)‏ هي جماعة قروية تابعة لإقليم خنيفرة ضمن جهة بني ملال خنيفرة بالمغرب. بلغ مجموع عدد سكان سيدي يحيى أوساعد  حسب إحصاءات 2004 حوالي 8559 نسمة يعيشون في 1662 أسرة.